# Делень (Бакеу)
Делень, Делені (рум. Deleni) — село у повіті Бакеу в Румунії. Входить до складу комуни Хеледжу.
Село розташоване на відстані 219 км на північ від Бухареста, 26 км на південний захід від Бакеу, 108 км на південний захід від Ясс, 141 км на північний захід від Галаца, 118 км на північний схід від Брашова.

## Населення
За даними перепису населення 2002 року у селі проживали 1902 особи, усі — румуни. Усі жителі села рідною мовою назвали румунську.